# Ofír
Ofír vagy Ophir (héberül אוֹפִיר) egy bibliai helyszín, valószínűleg kikötő, ahonnan Salamon király háromévente különféle árucikkeket (aranyat, elefántcsontot, pávákat, fűszereket, szantálfát, drágaköveket és majmokat) hozatott. Ofír pontos helyét nem adja meg az Ószövetség, így a tudósok az említett áruk származási helye és a körülbelüli távolság (a hajók három év alatt tették meg az utat oda-vissza) alapján próbálták meg azonosítani a helyszínt. A Biblia görög fordítói Ofírt Sophir néven említik, ami India kopt neve[forrás?], de felmerült az is, hogy esetleg Északkelet-Afrikában vagy az Arab-félsziget délkeleti részén kell keresni Ofírt, és olyan kutatók is akadtak, akik szerint Srí Lanka vagy Malajzia partjainál lehetett. A leginkább elfogadott elmélet az Arab-félsziget délnyugati részét jelöli meg. Portugál források alapján viszont Dél-Afrikában vélték fellelni.